# 65. pehotni polk (Italija)
65. pehotni polk Valtellina/'Trieste (izvirno italijansko 65º Reggimento fanteria) je bil pehotni polk Kraljeve italijanske kopenske vojske.

## Zgodovina
Med prvo svetovno vojno je bil polk aktiven na soški fronti in med drugo svetovno vojno v Severni Afriki.